# Pelorovis
Pelorovis is een geslacht van uitgestorven zoogdieren, dat voorkwam in het Midden- tot Laat-Pleistoceen.

## Beschrijving
Dit robuuste drie meter lange dier had op de kop een paar enorme hoorns. Omdat hoorn snel vergaat, is het niet mogelijk om de precieze lengte en omvang van de hoorns te bepalen.

## Vondsten
Resten van dit dier werden gevonden in Oost-Afrika.